# مونيكا هونيوس
مونيكا هونيوس Monika Hunnius ‏ (14 يوليو 1858 نارفا، أستونيا - 30 ديسمبر 1934 ريغا، ليتوانيا) تعد من أشهر الأديبات في منطقة بحر البلطيق في القرن العشرين.

## حياتها
نشأت مونيكا هونيوس في ريغا، وكانت تقضي العطلات الصيفية في مدينة بايده Paide عند عمها هرمان هيسه (وهوالجد الأكبر للأديب الألماني الشهير هرمان هيسه). غير أنها لم تتعرف على ابن عمها يوهانس هيسه (وهو والد الأديب الشهير) إلا فيما بعد في ألمانيا. وقد ربطت بين مونيكا ويوهانس صداقة عميقة حتى وفاته، كما كانت تقول مونيكا.
وقد درست مونيكا فنون الغناء والإنشاد أولا في ريغا، ثم في فرانكفورت الواقعة على نهر الماين، حيث تتلمذت هناك مع طلبة آخرين على يد يوليوس شتوكهاوزن. وكانت تربطها صداقات ببرامس وكلارا شومان وأماليا شنيفايس. وبعد أن أنهت دراستها، بدأت في الغناء والإلقاء الفني في ريغا.
وخلال الفترة البلشفية أقامت مونيكا هونيوس في جنوب ألمانيا, حيث كتبت العديد من الكتب، التي تدخل ضمن أدب السيرة الذاتية، ثم عادت إلى ريغا في عام 1924. وخلال سنواتها الأخيرة كانت تعاني بشكل متزايد من بعض أعراض شلل.

## من أعمالها
- صور من الفترة البلشفية 1919
- ليلة عيد الميلاد الخاصة بي 1922
- عمي هرمان 1921
- البشر الذين عايشتهم 1922
- من الوطن والغربة 1928
- آلام الحنين 1932
- رسائل متبادلة مع صديق 1935
- يوهانس 1948